# Katy Lied
Katy Lied es el cuarto álbum de estudio de la banda estadounidense Steely Dan. Fue lanzado por ABC Records en marzo de 1975. Las reediciones posteriores han sido lanzadas por MCA Records desde que MCA adquirió ABC Records en 1979. Fue el primer álbum que el grupo grabó luego de decidir dejar de hacer giras, además de ser su primer lanzamiento en contar con Michael McDonald en los coros.
En Estados Unidos el álbum llegó al puesto número 13 de la lista Top LPs & Tape y recibió un disco de oro por la Recording Industry Association of America (RIAA). El sencillo «Black Friday» se posicionó en el número 37 del listado Billboard Hot 100.

## Grabación
Fue el primero grabado por Steely Dan después de que el guitarrista Jeff «Skunk» Baxter y el baterista Jim Hodder dejaran el grupo como resultado de la decisión de Walter Becker y Donald Fagen de dejar de hacer giras y concentrarse únicamente en grabar con varios músicos de estudio . 
Denny Dias, el guitarrista y miembro fundador de Steely Dan, contribuyó al álbum como músico de sesión, al igual que el vocalista Michael McDonald y el baterista Jeff Porcaro, quienes ya habían participado tocando junto a Steely Dan en sus giras. Las baterías de Porcaro aparecen en todas las pistas del álbum salvo «Any World (That I'm Welcome To)», que presenta al baterista de sesión Hal Blaine . 
Larry Carlton hizo su primera aparición en un álbum del grupo tocando la guitarra en «Daddy Don't Live in That New York City No More».
Walter Becker y Donald Fagen, los líderes de la banda, señalaron no estar satisfechos con la calidad del sonido de Katy Lied, atribuyendo su descontento a problemas de funcionamiento del entonces nuevo sistema de reducción de ruido dbx . La mayor parte del daño se reparó después de consultar con los ingenieros de dbx, pero Becker y Fagen se siguieron negando a escuchar el álbum completo.
 